# Theridion musivivum
Theridion musivivum är en spindelart som beskrevs av Schmidt 1956. Theridion musivivum ingår i släktet Theridion och familjen klotspindlar.
Artens utbredningsområde är Kanarieöarna. Inga underarter finns listade i Catalogue of Life.